# 1961년 칸 영화제
제14회 칸 영화제는 1961년 5월 3일부터 1961년 5월 18일까지 열린 영화제이다. 프랑스 칸에서 개최되었다.

## 수상

### 황금종려상
- 비리디아나 - 루이스 부뉴엘 수상
- Une aussi longue absence - Henri Colpi 수상

### 심사위원대상
- 조앤 오브 더 엔젤스 - 예르지 카발레로비치 수상

### 감독상
- Povest plamennykh let - 율리야 솔른트세바 수상

### 여우주연상
- 두 여인 - 소피아 로렌 수상

### 남우주연상
- 이수 - 안소니 퍼킨스 수상